# Буткевич, Олег Чеславович
Оле́г Чеславович Бутке́вич (18 марта 1972, Браслав, Витебская область, Белорусская ССР, СССР) — белорусский прелат. Епископ Витебска с 29 ноября 2013.

## Биография
Родился 18 марта 1972 года в католической семье в Браславе, по другим источникам — в деревне Герасимово Браславского района Витебской области.
Окончил Белорусский государственный аграрный технический университет (БГАТУ). В 1994 году поступил в Высшую духовную семинарию в Гродно, после окончания которой 13 мая 2000 года был рукоположен в священника.
Исполнял обязанности викария в приходах Новополоцка и Миор, обязанности настоятеля прихода в Бешенковичах и Улле.
С 2003 года служил настоятелем прихода Святого Антония Падуанского в Витебске и возглавлял деканат Витебск-северный.
После того, как возглавлявший епархию Витебска епископ Владислав Блин подал в отставку по состоянию здоровья, 29 ноября 2013 года Папа Римский Франциск назначил Олега Буткевича новым епископом Витебска.
18 января 2014 года в костеле Иисуса Милосердного в Витебске состоялась епископская хиротония, которую совершил апостольский нунций Клаудио Гуджеротти в сослужении с архиепископом Минска-Могилёва Тадеушем Кондрусевичем и епископом Гродно Александром Кашкевичем.
3 июня 2015 года по 14 апреля 2021 года вице-председатель Конференции католических епископов Белоруссии.
С 14 апреля 2021 года председатель Конференции католических епископов Белоруссии.